# رولزرويس رايث 2013
رولزرويس رايث هي سيارة كوبيه بأربعة أبواب من إنتاج الصانع البريطاني رولز رويس موتورز. تم الإعلان عن السيارة في يناير 2013 ، وكشف النقاب عنها في معرض جنيف للسيارات 2013. سعر السيارة يبدأ من 229,128 يورو في المملكة المتحدة. وقد صمم بافل ترابيناك هيكل السيارة واستوحاه من قصة السير تشارلز رولز أحد مؤسسي العلامة الفاخرة. للسيارة محرك يتكون من 12 أسطوانة، وتبلغ طاقة هذا المحرك القصوى 624 حصاناً.